# 朱迪斯·里奇·哈里斯

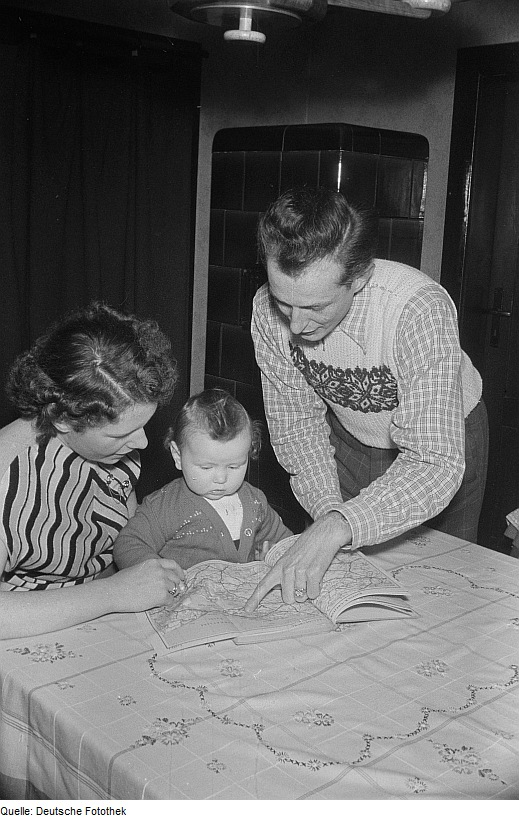
朱迪斯·哈里斯希望家長不要過度緊張，因許多心理學實驗證明家長可能不是兒童人格發展最終關鍵。

朱迪斯·里奇·哈里斯（英語：Judith Rich Harris，1938年2月10日—2018年12月29日），美國心理學家、作家。1995年曾獲美國心理學會頒予優秀心理學作家之乔治·A·米勒獎（George A. Miller Award），她結合心理學的資料論證出版《教養的迷思》一書，挑戰並扭轉「家長是兒童人格發展最重要的關鍵」這個論點，因而廣受注目。
盡管《教養的迷思》一書認為，根據研究，父母教養對子女發展沒有太大的影響，但一般學界的共識認為，先天與後天的因素，都對心理發展有影響，且在後天因素中，父母教養的影響是不容否認的。不論親生父母或領養父母，其教養對子女將來的福祉都有影響，雖然不同狀況的養子女，會因其先天因素之故，而出現不同的侵略性和心理健康狀況，但養父母對養子女展現愛與關懷，會減少養子女的未來和福祉出現負面結果的可能。

## 生平
哈里斯童年時，因父親患有僵直性脊椎炎，全家搬遷多時，最後定居美國西南方的亞利桑那州土桑市，該市的乾燥氣候對父親大有幫助，哈里斯在土桑市唸小學，初中，並進入土桑市立高中（Tucson High Magnet School）就讀，之後就讀亚利桑那大学與布兰戴斯大学，1959年以優異學士畢業，1961年，取得哈佛大學心理學碩士學位，該年哈里斯嫁給查爾斯·哈里斯，之後育有兩女。哈里斯碩士畢業後，继续在哈佛大學攻读心理學博士，師事知名的認知心理學大師乔治·A·米勒，但因哈里斯的研究方向挑戰了現今流行理論，而遭到退學，在退学信中当时哈佛心理学系主任乔治·A·米勒写道“......茱蒂·哈里斯在心理学领域不可能有成就......”（讽刺的是1995年茱蒂·哈里斯获颁優秀心理學作家之乔治·A·米勒獎）。
之後哈里斯兼職編寫心理學教科書度日，並利用微薄的精力獨自蒐集相關論文數據，繼而在1995年獨立發表重要學術論文〈教養的迷思〉，當時她是所有發表論文者中，唯一沒有博士頭銜者。
哈里斯有四位孫子。
1977年哈里斯罹患紅斑性狼瘡與硬皮症綜合症，這是一種免疫系統相關的慢性病。生前她住在紐澤西州的密得敦鎮（Middletown Township, New Jersey）。2018年12月29日，哈里斯的朋友兼同事史迪芬·平克在Twitter上發布了她逝世的消息。

## 研究主張與書評
1979年，與1984年代，哈里斯曾替兩篇在《心理與物理》（Perception and Psychophysics）期刊上刊登得論文發展數據視覺化的模型。1981年，她主要投入心思撰寫發展心理學的教科書。她與羅伯特伯特共同撰寫了兩本關於孩童和嬰兒的教科書。1994年，她自己的研究論點在過去幾年的研究當中逐漸成型，也就是確認主張同儕的影響力高過父母的教養影響力。
1995年，她正式以〈教養的迷思〉這篇論文投稿美國心理發展協會，其論點清楚指出，現有孩童心理學的發展，許多是依據「親子教養非常重要」的預設立場所奠定的，而缺乏了更深入的「預設驗證」，事實上不少實驗內容證明此預設有失偏頗，該論文以具體的陳述指出同儕影響力高過親子教養的證據，震驚與會學者，因而獲得了米勒獎，且造成哈里斯聲名大噪。1998年，哈里斯將論文發展成一本詳明來龍去脈的厚書，套用原先的標題出版，該書出了榮獲《紐約時報》年度選書，獲得心理學大師史迪芬·平克讚揚『我預測本書會是心理學史上的轉捩點』。該書還入圍了1999年的普立茲獎的決選。2009年哈里斯修正書中一些引用內容，出了修改版。
2006年，哈里斯出版《基因或教養》一書，作為《教養的迷思》延伸說明，以一個最簡單，最基本的問題「為什麼我是我？」開始鋪陳，一一列舉出人格成型的幾個要點，也就是除了同儕之外，且尚有其他影響力都是人格起源與發展的重要成份。例如父親和母親家族遺傳下來的基因，社會裡的團體系統和依據地位不同的控制能力，都是可找到證據的人格系統成份，最終，哈里斯認為，人格是不斷演變的系統，而非自起點就定型的模組。該書也指出如何全面且有洞見的解讀心理學術語與實驗結果是非常重要的。

## 學術論文
- 2006年〈家長選擇：僅次於人類毛髮與膚色進化的第三選擇〉 （页面存档备份，存于）《醫學假說》雜誌，66，第1053-1059頁。
- 2002年 〈為何人們相信出生排行強烈影響人格發展？〉 （页面存档备份，存于）。教養的迷思網站。2007年8月27日檢索。
- 2000年〈脈絡學習，個性和出生順序〉《心理科學指南》，9，第174-17頁7。
- 2000年 〈社會化、人格發展和孩子的環境〉 （页面存档备份，存于）《發展心理學》，36，第699-710頁。
- 1995年 〈孩子的發展環境在哪裡？群化社會理論的發展探討〉 （页面存档备份，存于）《心理學評論》雜誌，102，第458-489頁。
- 1985年〈重疊處理的模型試驗：以連續曲線研究準確反應時間的視覺化系統〉《知覺與心理》雜誌，38，第178-187頁。

## 出版
- 《教養的迷思：父母的教養能不能決定孩子的人格發展？》（The Nurture Assumption - Why Children Turn Out the Way They Do）譯者：洪蘭、蘇奕君。商周出版社出版。2011年7月31日（增訂版）。ISBN：9789861208510。
- 《基因或教養》（No Two Alik）譯者：洪蘭。商周出版社出版。2007年6月26日。ISBN：9789861248929
- 《兒童：從出生到青春期的發展》與Lebert, R.M. 合著。Prentice Hall出版社出版，ISBN978-0-13-131046-9

## 參看
- 先天與後天：心理學上的定義。

## 外部連結
- 朱迪斯·里奇·哈里斯官方網站
- 〈作者有話說：人格偏差？怪同伴，不需怪家長〉 （页面存档备份，存于）（Blame your peers, not your parents, author says）。《美國心理學會會報》29(10)。1998年10月，第9頁。
- 〈家長陷阱〉 （页面存档备份，存于）（The Parent Trap） 《新聞週刊》 。1998年9月7日。52-59頁。
- 〈同儕壓力〉 （页面存档备份，存于）（Peer Pressure）《紐約雜誌書評報導》。1998年9月13日，14-15頁。